# Euphyia constricta
Euphyia constricta là một loài bướm đêm trong họ Geometridae.